# Muminvärlden

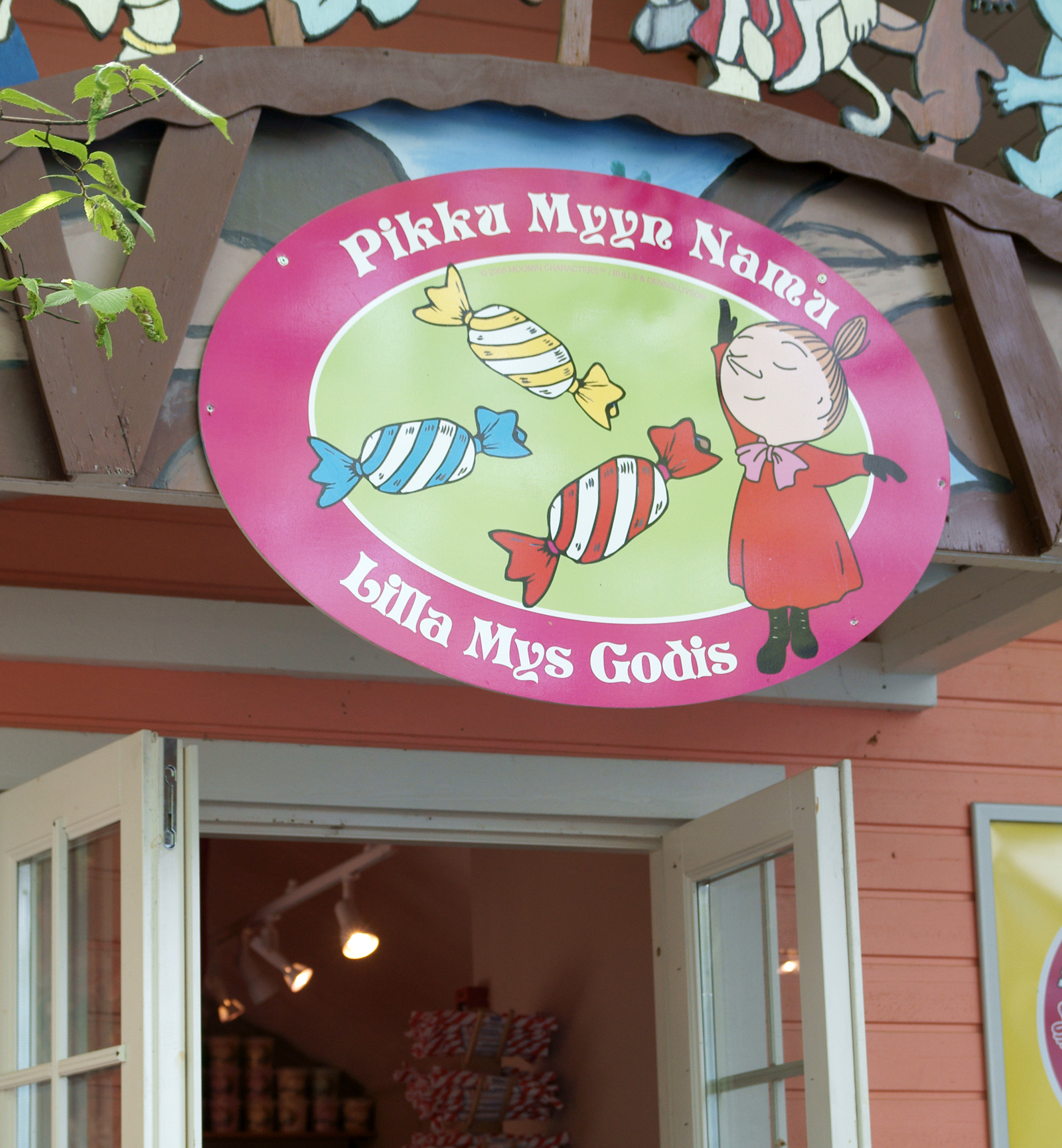
Godisbutiken Lilla Mys Godis i Muminvärlden.

Muminvärlden är en temapark i Nådendal i Finland, uppbyggd kring Tove Janssons mumintroll och deras vänner. Muminvärlden är uppenbart barnvänlig och ger möjlighet till aktiv lek, till skillnad från museet Mumindalen i Tammerfors, där Janssons egna illustrationer och muminhusmodell finns. 
Muminvärlden ligger på ön Kailo, alldeles mittemot Nådendals gamla stad. Temaparken öppnade 1993. Den kom till på initiativ av Dennis Livson, Muminanimationernas upphovsman.